# 万象 (1998年)
《万象》是辽宁教育出版社在1998年创办的文学杂志。2013年停刊。
1998年创刊时，总编辑俞晓群，编辑沈昌文、陆灏。办刊风格效仿民国时期的上海杂志《万象》。2006年时，曾遇到经营危机，停刊数期。2013年，杂志停刊。

## 外部連結
- 《萬象 （页面存档备份，存于）》線上版，香港中文大學中國研究服務中心